# 辻夏樹
辻 夏樹（つじ なつき、1992年5月8日 - ）は、日本の女優。富山県高岡市生まれ。

## 映画
- 2023年「クオリア」牛丸亮監督 - 八幡 役
- 2022年「血ぃともだち」押井守監督
- 2021年「あの頃。」今泉力哉監督
- 2021年「妄想する」清水崇監督
- 2020年「アンダードッグ」武正晴監督
- 2020年「メモリードア」加藤悦生監督 - 本田美空 役
- 2020年「ワールズエンドファンクラブ」平波亘監督 - 千夏 役
- 2020年「アポトーシス」橋本根大監督 - 京子 役
- 2020年「告ったり、フられたり」 - 真島早苗 役
- 2019年「BLUE＆YELLOW」主演 クリス・コームズ監督
- 2019年「Last lover」岡元雄作監督
- 2019年「‐OUT OF THE BLUE-俺の人生無駄ばかり」JUNPEI SUZUKI監督
- 2018年「HAPPY BIRTHDAY RAYMOND」渡邉高章監督

## ドラマ
- 2023年 CX「あなたがしてくれなくても」レギュラー社員
- 2023年 TX「来世ではちゃんとします3」第4話
- 2021年 CX「イチケイのカラス」第4話
- 2019年 MX「御曹司ボーイズ」全18話レギュラー

## CM
- 2023年 日本イーライリリー「円形脱毛症と向き合うプロジェクト」ムービー
- 2022年 アイングループ「変化に挑む薬剤師」篇
- 2020年 サッポロ一番「しょうゆ、ゴマラーメン」
- 2019年 富山県呉羽自動車学校
- 2018年「ゴーちゃんLAB第一三共ヘルスケア」
- 2017年 チョーヤ「酔わないウメッシュ」女子会篇
- 2017年 第一三共ヘルスケア「ゴーちゃんLAB」
- 2017年「サマージャンボ宝くじ」夏祭り篇

## 舞台
- 2018年「わたし、不合格」オザワミツグ演劇 - ヒロイン・澤谷美由喜 役
- 2018年「未来へつむぐ」 - なでしこ隊リーダー 三浦真紀 役
- 2017年「都道府県パズル2017」キリンバズウカコルドファン公演
- 2017年「ビックリハウスのこと、あの子のこと、その他もろもろ」泣かないで、 - 毒きのこちゃん ヒロイン・なっちゃん役
- 2016年「悲しき天使」STRAYDOG吉祥寺シアター

## MV
- 2022年「mid-20s」ゆいにしお
- 2020年「飛行艇」King Gnu
- 2019年「女の子の告白」SHE IS SUMMER 加藤綾佳監督

## TV
- 2023年 TBS「ジョンソン」俺のベストキス発表会
- 2019年 テレビ朝日「全力坂」

| スタブアイコン | サブスタブ | この項目は、まだ閲覧者の調べものの参照としては役立たない、俳優（男優・女優）に関連した書きかけの項目です。この項目を加筆・訂正などしてくださる協力者を求めています（P:映画/PJ芸能人）。 |